# Morderisk bedrag
Morderisk bedrag (originaltitel Deception Point) er anden romanudgivelse af den omstridte succesforfatter Dan Brown. Bogen blev oprindeligt udgivet i 2001.

## Handling
Morderisk bedrag handler om en kvinde ved navn Rachel Sexton. Hun arbejder hos NRO (USAs center for rumbaseret efterretningsvirksomhed). 
Man møder hende for første gang på en restaurant i Washington D.C.. Her spiser hun morgenmad med sin far Senator Sedgewick Sexton, som hun ikke har et særlig godt forhold til.  Kort efter afslutningen af denne morgenmad bliver Rachel kaldt på arbejde af sin chef William Pickering. Hun får at vide, at hun skal over og tale med USA's præsident om en sag, som hendes chef ikke en gang kender til. 
Præsidenten fortæller, at hun skal rejse til Arktis for at undersøge en meteorit, som NASA har fundet. Dette er en stor sensation, da NASA havde haft en del dårlig omtale i nyhederne, bl.a. på grund af forkerte udregninger, som havde ført til nedstyrtninger af satellitter. Dette havde Senator Sedgewick Sexton gjort til sin mærkesag, fordi den amerikanske befolkning havde taget godt imod den. Den var hans private assistent Gabriella, der havde foreslået ham denne kampagne. Udover at være hans assistent, havde Gabriella haft sex på hans kontor, en fejltagelse som viser sig at have fatale konsekvenser. 
Da Rachel kommer til Arktis, møder hun fire uafhængige forskere, udover alle de NASA-ansatte. De fire forskere ved navn Norah, Corky, Mike og Ming. De fortæller hende om meteoritten og viser hende et stykke af den, hvor hun kan se, at den indeholder fossiler fra noget, der ligner en kæmpe lus. I første omgang validerer alle fire forskere meteoritten. Dette er en kæmpe succes for NASA, men også for præsidenten, da han muligvis kan vinde valget på grund af denne opdagelse. Men beviserne begynder at hobe sig mod meteoritten. 
På samme tid bliver det også farligere at være uafhængig forsker. En helt specielt deltastyrke begynder at jagte den lille gruppe, og de når også at dræbe Ming og Norah. Corky, Mike og Rachel er også meget tæt på at blive dræbt flere gange. Til sidst ser Rachel ingen anden udvej end at sende sine beviser til sin far, som med sikkerhed vil bruge dem sin valgkamp. Men da Rachel finder ud af, at det er William Pickering, der står bag hele dette svindelnummer, skifter hun mening. William har nemlig fundet på denne løgn for at undgå, at rumforskningen i USA skulle blive privatiseret. Han vidste nemlig, at hvis Senator Sedgewick Sexton blev præsident, ville han privatisere rumforskning med det samme. Så Rachel skynder sig tilbage til Washington for at stoppe hans pressekonference. 
I mellemtiden har Gabriella fundet ud af at Sedgewick Sexton har modtager kæmpe pengesummer fra private rumforskningsinstitutter. Hun kan ikke leve med at Sedgewick har løjet for hende. Så da Sedgewick på skal til at offentliggøre sine beviser mod meteoritten, når Gabriella at bytte hans beviser, ud med billederne af hende om ham under deres samleje. Så i stedet for at afsløre den falske meteroit, afslører han sin egen sex-skandale.
| Bog | Spire Denne artikel om bøger og tidsskrifter er en spire som bør udbygges. Du er velkommen til at hjælpe Wikipedia ved at udvide den. |